# Gran Premio di Singapore 2008
Il Gran Premio di Singapore 2008 è stata la quindicesima prova del campionato mondiale di Formula 1 2008. La gara, corsa domenica 28 settembre sul Circuito di Singapore, è stata vinta dallo spagnolo Fernando Alonso su Renault, al ventesimo successo in carriera. Alonso ha preceduto all'arrivo il tedesco Nico Rosberg su Williams-Toyota ed il britannico Lewis Hamilton su McLaren-Mercedes.
È stato il primo Gran Premio della storia della Formula 1 ad essere corso in notturna e per l'occasione è stato realizzato un nuovissimo impianto di illuminazione all'avanguardia, realizzato da un'azienda italiana, in grado di garantire la piena visibilità ai piloti. Inoltre, quello di Singapore, è stato l'ottocentesimo Gran Premio nella storia della Formula 1.

## Vigilia
All'inizio della settimana del gran premio, la Corte di Appello Internazionale della FIA ha dichiarato inammissibile il ricorso presentato dalla McLaren, in merito alla penalità inflitta a Lewis Hamilton al termine del Gran Premio del Belgio. Viene pertanto confermato l'ordine di arrivo ufficiale.

## Prove
Nella prima sessione del venerdì, si è avuta questa situazione:
| Pos | Nome           | Squadra/Motore   | Tempo    |
| --- | -------------- | ---------------- | -------- |
| 1   | Lewis Hamilton | McLaren-Mercedes | 1'45"518 |
| 2   | Felipe Massa   | Ferrari          | 1'45"598 |
| 3   | Kimi Räikkönen | Ferrari          | 1'45"961 |

Nella seconda sessione del venerdì, si è avuta questa situazione:
| Pos | Nome            | Squadra/Motore   | Tempo    |
| --- | --------------- | ---------------- | -------- |
| 1   | Fernando Alonso | Renault          | 1'45"654 |
| 2   | Lewis Hamilton  | McLaren-Mercedes | 1'45"752 |
| 3   | Felipe Massa    | Ferrari          | 1'45"793 |

Nella sessione del sabato sera, si è avuta questa situazione:
| Pos | Nome            | Squadra/Motore   | Tempo    |
| --- | --------------- | ---------------- | -------- |
| 1   | Fernando Alonso | Renault          | 1'44"506 |
| 2   | Lewis Hamilton  | McLaren-Mercedes | 1'45"119 |
| 3   | Felipe Massa    | Ferrari          | 1'45"246 |

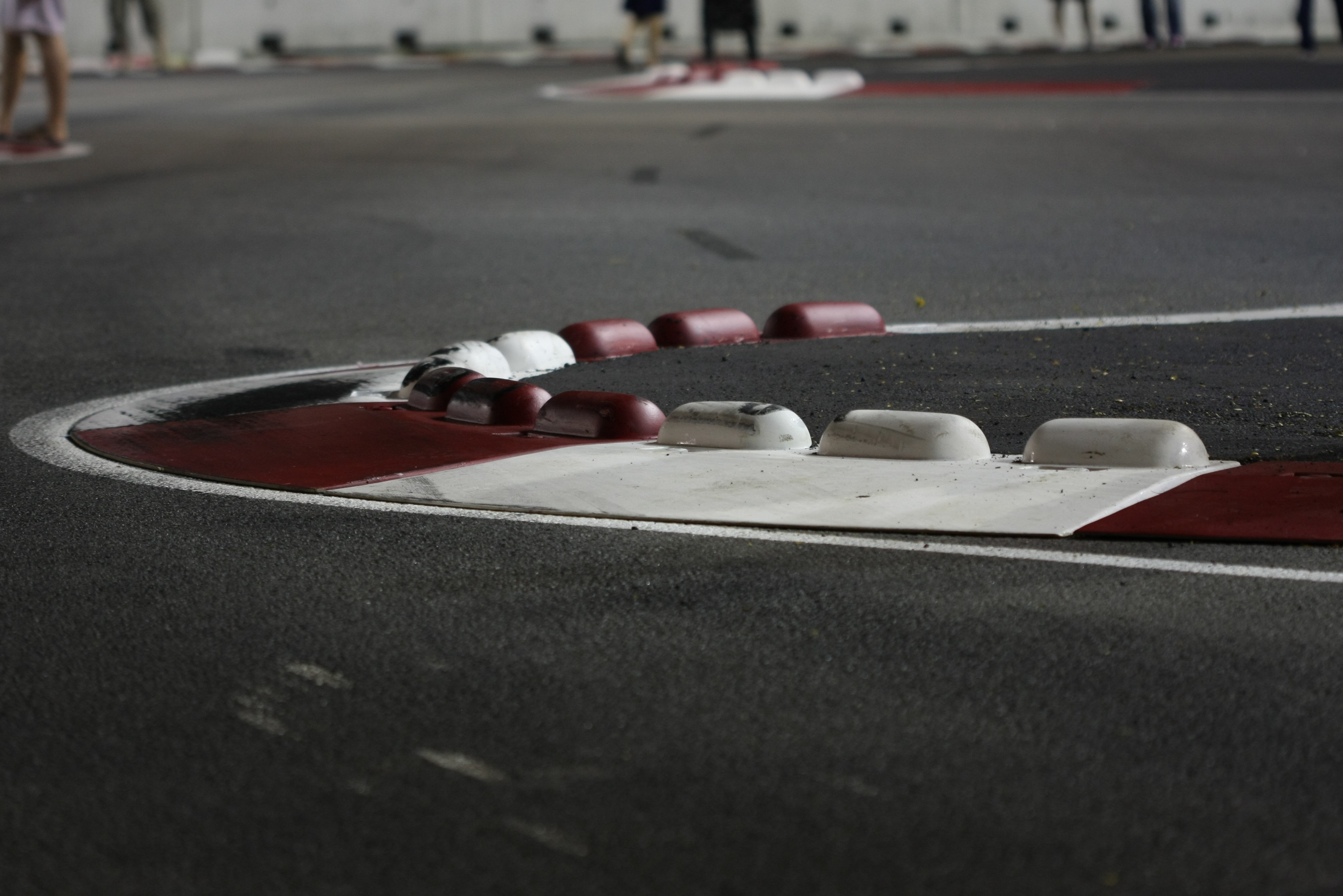
I cordoli controversi della curva 10.

Dopo una prima ispezione del circuito e poi a seguito delle prove del venerdì, i piloti hanno lamentato alcune situazioni pericolose legate alla conformazione del circuito. In particolare, l'entrata e l'uscita dalla corsia box, in cui le vetture percorrono la stessa traiettoria delle vetture in pista, e l'altezza dei cordoli alla variante della curva 10, che possono provocare danni alle vetture e situazioni di pericolo. Già prima delle prove del venerdì, la FIA aveva chiesto agli organizzatori di intervenire sui cordoli, mentre per le traiettorie di ingresso ed uscita dai box, si è deciso di intervenire solo sulla prima, modificandone la conformazione.

## Qualifiche
Nella sessione di qualificazione, si è avuta questa situazione:
| Pos | N  | Nome                 | Costruttore/Motore  | Q1          | Q2          | Q3       | Griglia |
| --- | -- | -------------------- | ------------------- | ----------- | ----------- | -------- | ------- |
| 1   | 2  | Felipe Massa         | Ferrari             | 1'44"519    | 1'44"014    | 1'44"801 | 1       |
| 2   | 22 | Lewis Hamilton       | McLaren-Mercedes    | 1'44"501    | 1'44"932    | 1'45"465 | 2       |
| 3   | 1  | Kimi Räikkönen       | Ferrari             | 1'44"282    | 1'44"232    | 1'45"617 | 3       |
| 4   | 4  | Robert Kubica        | BMW Sauber          | 1'44"740    | 1'44"519    | 1'45"779 | 4       |
| 5   | 23 | Heikki Kovalainen    | McLaren-Mercedes    | 1'44"311    | 1'44"207    | 1'45"873 | 5       |
| 6   | 3  | Nick Heidfeld        | BMW Sauber          | 1'45"548    | 1'44"520    | 1'45"964 | 9       |
| 7   | 15 | Sebastian Vettel     | Toro Rosso-Ferrari  | 1'45"042    | 1'44"261    | 1'46"244 | 6       |
| 8   | 12 | Timo Glock           | Toyota              | 1'45"184    | 1'44"441    | 1'46"328 | 7       |
| 9   | 7  | Nico Rosberg         | Williams-Toyota     | 1'45"103    | 1'44"429    | 1'46"611 | 8       |
| 10  | 8  | Kazuki Nakajima      | Williams-Toyota     | 1'45"127    | 1'44"826    | 1'47"547 | 10      |
| 11  | 11 | Jarno Trulli         | Toyota              | 1'45"642    | 1'45"038    |          | 11      |
| 12  | 16 | Jenson Button        | Honda               | 1'45"660    | 1'45"133    |          | 12      |
| 13  | 10 | Mark Webber          | Red Bull-Renault    | 1'45"493    | 1'45"212    |          | 13      |
| 14  | 9  | David Coulthard      | Red Bull-Renault    | 1'46"028    | 1'45"298    |          | 14      |
| 15  | 5  | Fernando Alonso      | Renault             | 1'44"971    | senza tempo |          | 15      |
| 16  | 6  | Nelson Piquet Jr.    | Renault             | 1'46"037    |             |          | 16      |
| 17  | 14 | Sébastien Bourdais   | Toro Rosso-Ferrari  | 1'46"389    |             |          | 17      |
| 18  | 17 | Rubens Barrichello   | Honda               | 1'46"583    |             |          | 18      |
| 19  | 20 | Adrian Sutil         | Force India-Ferrari | 1'47"940    |             |          | 19      |
| 20  | 21 | Giancarlo Fisichella | Force India-Ferrari | senza tempo |             |          | 20      |

## Gara

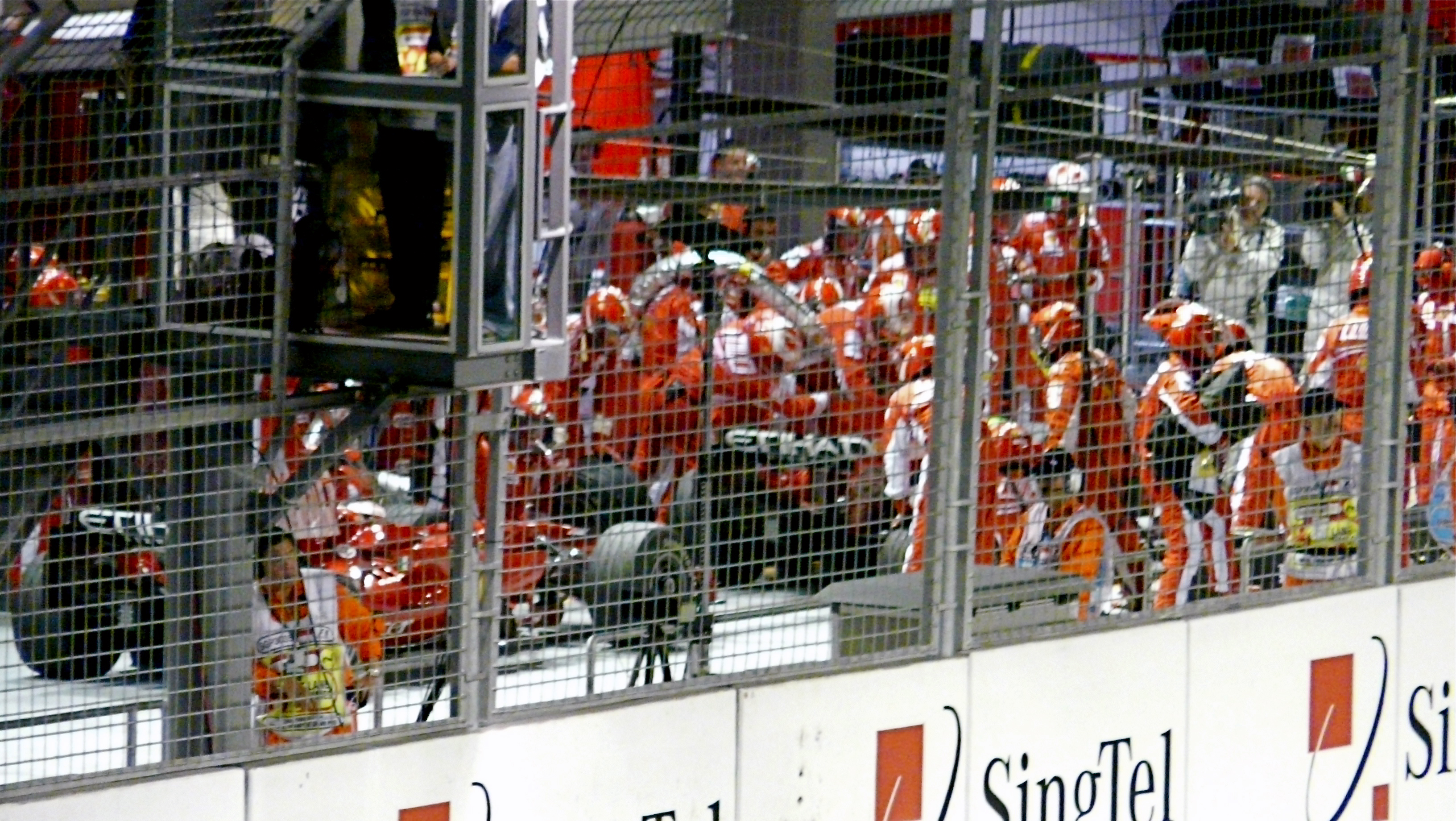
I meccanici Ferrari cercano di estrarre il tubo del carburante dalla vettura di Felipe Massa; il compagno di squadra Kimi Räikkönen è dietro ed è costretto ad attendere.

Felipe Massa scatta perfettamente al via seguito da Lewis Hamilton, costretto a guardarsi da un arrembante Räikkönen. Nelle prime curve un contatto fra Robert Kubica e Heikki Kovalainen fa arretrare di tre posizioni il finlandese.
Nelle retrovie, essendo il circuito cittadino molto stretto, poche sono le variazioni, ma i sorpassi non mancano. Le due Williams cercano di passare la Toyota di Jarno Trulli, nono e partito con un elevato carico di carburante, alla fine riuscendoci, come Alonso, alle loro spalle. Massa e Hamilton fanno inizialmente il vuoto rispetto a Räikkönen, che però dopo qualche giro, inizia a girare molto velocemente riportandosi nella scia dell’inglese.
Al quindicesimo giro l’episodio chiave: la Renault di Piquet, dopo aver rimbalzato sul muro della Raffles Avenue, che passa suggestivamente sotto le stesse tribune, finisce in testacoda e sbatte violentemente sul muro. Safety Car in pista dunque, come molti temevano. Fernando Alonso, partito quindicesimo dopo esser stato leader nelle libere e nelle prime qualificazioni, aveva ammesso che per poter arrivare al podio ci sarebbe voluta almeno una Safety Car.

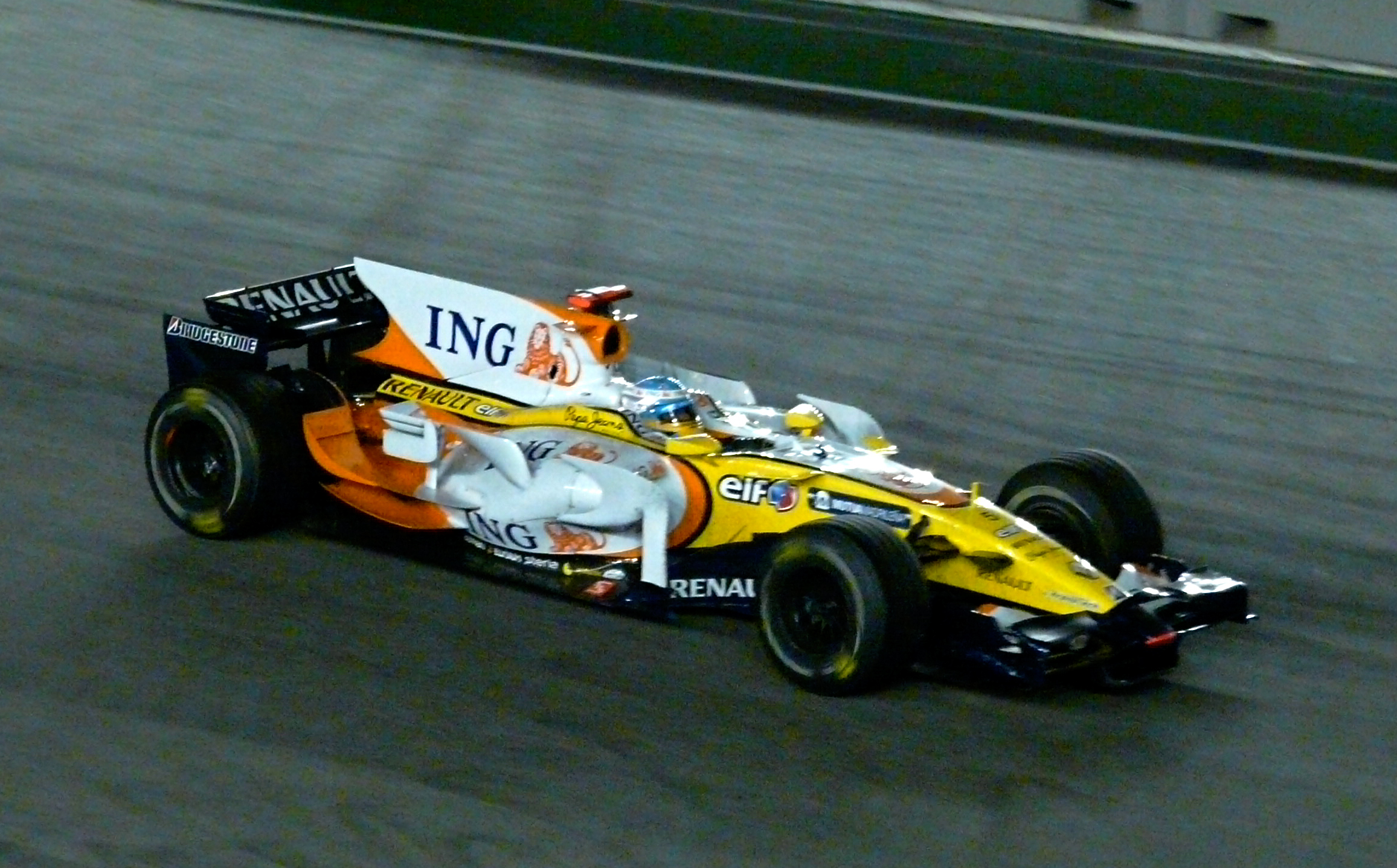
Fernando Alonso taglia per primo il traguardo partendo dalla 15ª posizione.

Non è quindi un caso che l'asturiano sia stato il primo ad effettuare la sosta ai box prima ancora dell'incidente, seguito dalle due Red Bull di Coulthard e Webber. Con la pit-lane ancora chiusa entrano necessariamente a rifornire pure Rosberg e, un giro dopo, Kubica, i quali verranno poi penalizzati. A pit-lane aperta, al giro 17, si scatena la danza dei pit stop che vede protagonista proprio la Ferrari: Massa infatti, seguito da Hamilton e Räikkönen, alla ripartenza dal rifornimento, forse a causa del semaforo difettoso, trascina con sé la pompa della benzina, che era ancora agganciata alla vettura, spargendo carburante in pit-lane.
Grosso il rischio di Sutil che gli è dietro, testimone come Räikkönen, accodato ai box, dell'incidente. In quest'azione rimarrà ferito un meccanico della Ferrari. Massa è costretto a fermarsi alla fine della pit-lane, rincorso dai suoi meccanici che tentano di staccargli il bocchettone con tutto il tubo della benzina. Quando il brasiliano riparte è ultimo mentre Räikkönen è terzultimo, rallentato dall'operazione di Massa. Al brasiliano verrà poi comminato un drive trough per unsafe release. A trarre giovamento da questa situazione è Rosberg, che si ritrova primo, davanti a Trulli e Fisichella, che non hanno rifornito, poi Kubica, Alonso, Webber, Coulthard, Hamilton, Vettel e Glock. Alla ripartenza, il tedesco della Toyota approfitta di un leggero lungo di Sebastian per passarlo.
Rosberg allunga portando ad oltre venti secondi, il vantaggio sul gruppo “Fisichella”; in questo modo, quando l’ovvia penalità gli viene comminata con ingiustificato ritardo, può scontarla al giro 27, rientrando davanti a Coulthard ed Hamilton. Va peggio a Kubica, che bloccato dietro a Fisichella fino a quel momento, scivola in ultima posizione. Webber si ritira. Trulli comanda con 11” su Alonso dopo il pit stop di Fisichella, al giro 28. Al trentaduesimo giro il pit stop dell’abruzzese, lascia la testa a Fernando, davanti a Rosberg, Coulthard ed Hamilton. Jarno Trulli, ora ottavo, subisce i sorpassi di Nakajima e del rimontante Räikkönen.

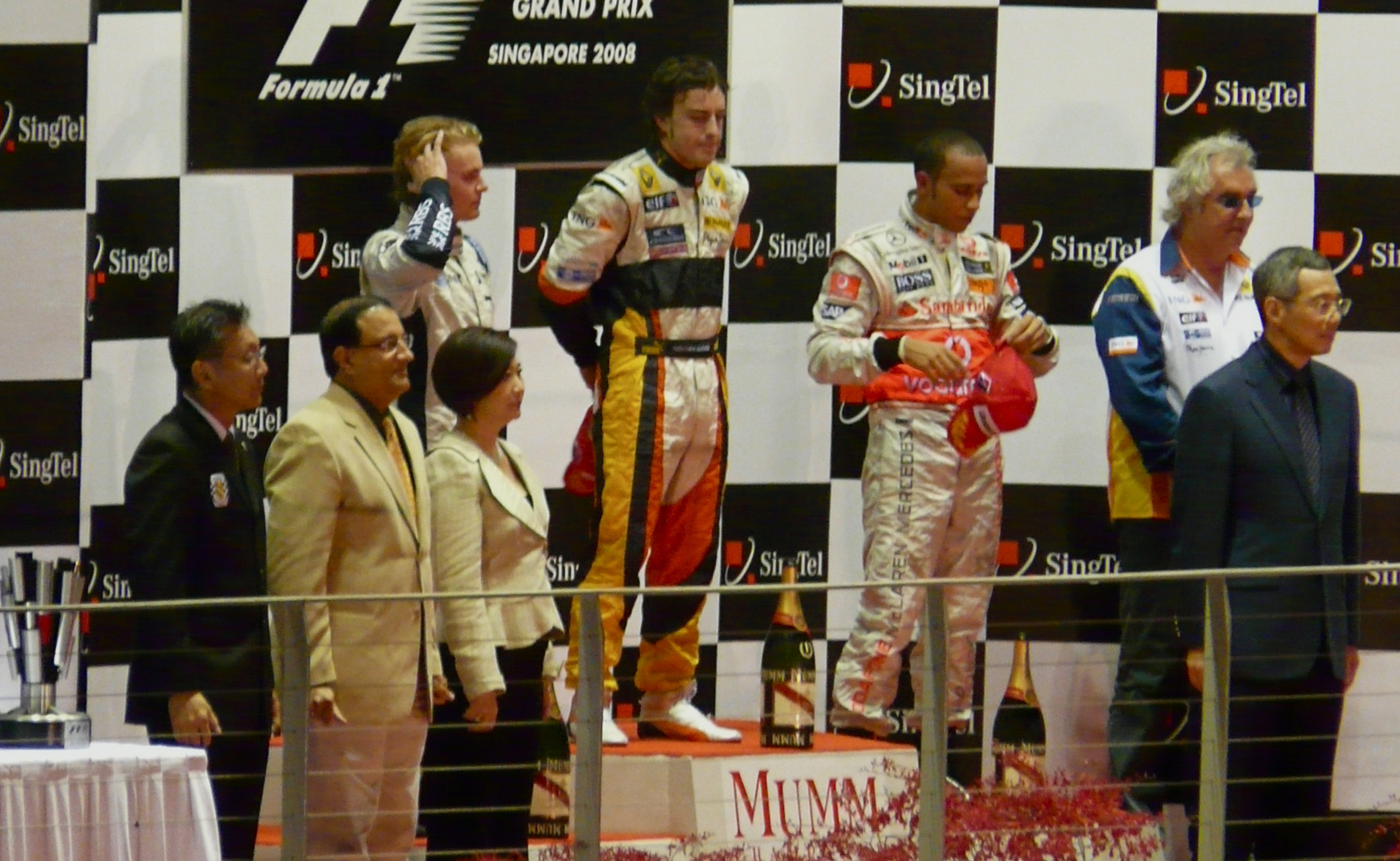
Il podio (da sinistra a destra): Nico Rosberg, Alonso e Lewis Hamilton.

Al quarantesimo giro Rosberg effettua la seconda sosta, seguito un giro dopo da Alonso, che rientra in pista proprio davanti a Coulthard ed Hamilton. L’inglese approfitta della situazione per infilare il veterano scozzese con una gran staccata alla curva sei e precederlo ai box alla fine del giro. Alla RedBull perdono tempo e Coulthard scivola in nona posizione. Räikkönen è terzo quando effettua la sua seconda sosta al cinquantesimo giro, scendendo in quinta posizione, alle spalle dell’ottimo Glock.
Subito dopo nuova entrata della Safety Car determinata da Sutil, che va a sbattere sotto la tribuna del campo di calcio. Pochi secondi prima, Massa era andato in testacoda nello stesso punto. Dopo due giri di Safety Car, alla ripartenza Hamilton, terzo, tenta invano di insidiare la seconda posizione dell'amico Rosberg. Alonso, con un paio di giri velocissimi, costruisce 6” di margine sul tedesco della Williams.
La gara si conclude così, non prima di aver assistito alla completa disfatta della Ferrari: al 58º giro, Räikkönen, che è in scia a Glock, alla strettissima curva 10, entra troppo veloce e rimbalza sui cordoli della chicane, andando a sbattere poi sul muretto; per lui altra gara non finita e zero punti per il team in chiave classifica costruttori. Vittoria di Alonso, che risale sul gradino più alto del podio per la prima volta dal Gran Premio d'Italia 2007, mentre la Renault non vinceva dal Gran Premio del Giappone 2006, sempre con Alonso. Anche se favorito dalle circostanze, Alonso ha comunque confermato il gran passo visto durante le prove, registrando il secondo giro veloce in gara, dietro lo specialista Räikkönen, e legittimando il successo. Notevoli le gare di Timo Glock e Sebastian Vettel.
I risultati del GP sono stati i seguenti:
| Pos | N  | Pilota               | Costruttore/Motore  | Giri | Tempo/Ritiro     | Griglia | Punti |
| --- | -- | -------------------- | ------------------- | ---- | ---------------- | ------- | ----- |
| 1   | 5  | Fernando Alonso      | Renault             | 61   | 1h 57'16"304     | 15      | 10    |
| 2   | 7  | Nico Rosberg         | Williams-Toyota     | 61   | +2"957           | 8       | 8     |
| 3   | 22 | Lewis Hamilton       | McLaren-Mercedes    | 61   | +5"917           | 2       | 6     |
| 4   | 12 | Timo Glock           | Toyota              | 61   | +8"155           | 7       | 5     |
| 5   | 15 | Sebastian Vettel     | Toro Rosso-Ferrari  | 61   | +10"268          | 6       | 4     |
| 6   | 3  | Nick Heidfeld        | BMW Sauber          | 61   | +11"101          | 9       | 3     |
| 7   | 9  | David Coulthard      | Red Bull-Renault    | 61   | +16"387          | 14      | 2     |
| 8   | 8  | Kazuki Nakajima      | Williams-Toyota     | 61   | +18"489          | 10      | 1     |
| 9   | 16 | Jenson Button        | Honda               | 61   | +19"885          | 12      |       |
| 10  | 23 | Heikki Kovalainen    | McLaren-Mercedes    | 61   | +26"902          | 5       |       |
| 11  | 4  | Robert Kubica        | BMW Sauber          | 61   | +27"975          | 4       |       |
| 12  | 14 | Sébastien Bourdais   | Toro Rosso-Ferrari  | 61   | +29"432          | 17      |       |
| 13  | 2  | Felipe Massa         | Ferrari             | 61   | +35"170          | 1       |       |
| 14  | 21 | Giancarlo Fisichella | Force India-Ferrari | 61   | +43"571          | 20      |       |
| 15  | 1  | Kimi Räikkönen       | Ferrari             | 57   | Incidente        | 3       |       |
| Rit | 11 | Jarno Trulli         | Toyota              | 50   | Guasto meccanico | 11      |       |
| Rit | 20 | Adrian Sutil         | Force India-Ferrari | 49   | Incidente        | 19      |       |
| Rit | 10 | Mark Webber          | Red Bull-Renault    | 29   | Cambio           | 13      |       |
| Rit | 17 | Rubens Barrichello   | Honda               | 14   | Guasto meccanico | 18      |       |
| Rit | 6  | Nelson Piquet Jr.    | Renault             | 13   | Incidente        | 16      |       |

## Classifiche mondiali

### Piloti
| Pos | Pilota             | Punti |
| --- | ------------------ | ----- |
| 1   | Lewis Hamilton     | 84    |
| 2   | Felipe Massa       | 77    |
| 3   | Robert Kubica      | 64    |
| 4   | Kimi Räikkönen     | 57    |
| 5   | Nick Heidfeld      | 56    |
| 6   | Heikki Kovalainen  | 51    |
| 7   | Fernando Alonso    | 38    |
| 8   | Sebastian Vettel   | 27    |
| 9   | Jarno Trulli       | 26    |
| 10  | Timo Glock         | 20    |
| 11  | Mark Webber        | 20    |
| 12  | Nico Rosberg       | 17    |
| 13  | Nelson Piquet Jr.  | 13    |
| 14  | Rubens Barrichello | 11    |
| 15  | Kazuki Nakajima    | 9     |
| 16  | David Coulthard    | 8     |
| 17  | Sébastien Bourdais | 4     |
| 18  | Jenson Button      | 3     |

### Costruttori
| Pos | Team             | Punti |
| --- | ---------------- | ----- |
| 1   | McLaren-Mercedes | 135   |
| 2   | Ferrari          | 134   |
| 3   | BMW Sauber       | 120   |
| 4   | Renault          | 51    |
| 5   | Toyota           | 46    |
| 6   | STR-Ferrari      | 31    |
| 7   | RBR-Renault      | 28    |
| 8   | Williams-Toyota  | 26    |
| 9   | Honda            | 14    |

## Decisioni della FIA

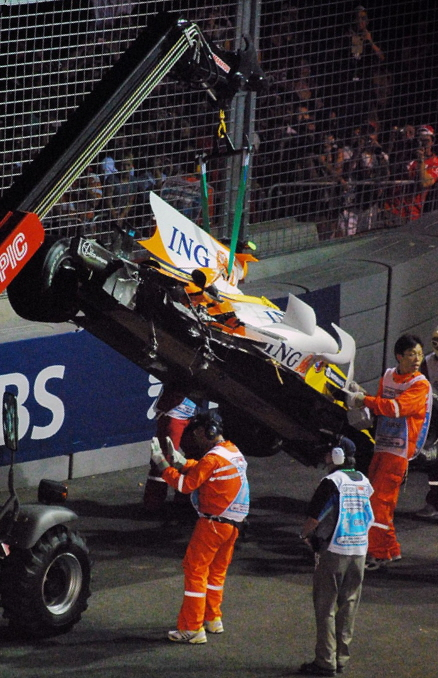
La vettura incidentata di Nelson Piquet Jr.

Il 30 agosto 2009, la FIA apre un'inchiesta sull'incidente accaduto a Nelson Piquet Jr., durante il tredicesimo giro della gara. La televisione brasiliana Rede Globo sostiene che l'incidente è stato fittiziamente causato al fine di favorire la vittoria di Fernando Alonso.
La FIA ha convocato per il 21 settembre 2009 la Renault per esaminare il caso in questione. In seguito all'inchiesta della FIA in merito all'incidente, la Renault comunica il 16 settembre 2009 che Flavio Briatore e Pat Symonds hanno lasciato la scuderia.
Il 21 settembre 2009, il Consiglio Mondiale della FIA decide la squalifica a vita dalle competizioni motoristiche per Briatore e una squalifica di 5 anni per Symonds, rei di avere ordinato a Nelson Piquet Jr. di schiantarsi alla curva 17, in quanto la mancanza della gru in quel punto del tracciato avrebbe reso possibile l'entrata della Safety Car, permettendo così all'allora compagno di squadra Fernando Alonso di guadagnare parecchie posizioni e di vincere la gara. Inoltre, il team Renault viene squalificato per due anni ma con la condizionale, mentre non vi sono condanne né per Piquet Jr. né per Alonso.
Il 5 gennaio 2010 il Tribunal de grande instance di Parigi ha annullato la radiazione di Flavio Briatore, considerando come non regolare il procedimento istruito dalla FIA, la quale dovrà inoltre versare a Briatore 15000 € a titolo di risarcimento del danno. Anche Pat Symonds è stato riabilitato dalla sentenza.
La FIA conferma comunque che la sua decisione resta in vigore fino al termine di tutti i possibili appelli.
Nel marzo 2023 Bernie Ecclestone ammette che lui e Max Mosley (deceduto ma all'epoca presidente della FIA) erano a conoscenza dell'imbroglio ma scelsero di tacere, motivando la loro decisione:
Con l'annullamento della gara di Singapore, il mondiale 2008 sarebbe andato a Felipe Massa. Il diretto interessato, a seguito di queste dichiarazioni, nel 2023 ha reso noto a mezzo stampa che sta valutando, con i propri avvocati, le possibilità di un'azione legale per ottenere il titolo con l'annullamento della gara medesima a distanza di anni. Nel marzo 2024, lo studio legale Vieira Rezende Advogados fa sapere tramite una nota che Massa ha presentato una causa nei confronti della F1, della FIA e della FOM presso l'Alta Corte di Londra.